# Девід Н'їка
Девід Н'їка (англ. David Nyika, нар. 27 лютого 1995) — новозеландський професійний боксер, бронзовий призер Олімпійських ігор 2020 року, дворазовий чемпіон Ігор Співдружності. На Олімпійських іграх 2020 був прапороносцем збірної Нової Зеландії.

## Любительська кар'єра
Ігри Співдружності 2014
За кілька днів до свого 19-річчя Девід Н'їка, здобувши перемоги над п'ятьма суперниками у ваговій категорії до 81 кг, став чемпіоном Ігор Співдружності. У фіналі переміг Кеннеді Сен-П'єрра (Маврикій).
Чемпіонат світу 2017
(вагова категорія до 91 кг)
- 1/8 фіналу:Переміг Ігоря Тезієва (Німеччина) - 5-0
- 1/4 фіналу:Програв Євгену Тищенко (Росія) - 0-5

Ігри Співдружності 2018
2018 року став чемпіоном Ігор Співдружності вдруге. У півфіналі переміг Чивона Кларка (Англія).
Чемпіонат світу 2019
- 1/16 фіналу:Переміг Ахмеда Хагага (Австрія) - 5-0
- 1/8 фіналу:Програв Мусліму Гаджімагомедову (Росія) - 0-5

Олімпійські ігри 2020
- 1/8 фіналу:Переміг Юнесса Баалла (Марокко) - 5-0
- 1/4 фіналу:Переміг Владислава Смяглікова (Білорусь) - 5-0
- 1/2 фіналу:Програв Мусліму Гаджімагомедову (Росія) - 1-4

## Таблиця боїв
| 10 Перемог (9 нокаутом, 1 за рішенням суддів), 1 Поразокf (1 нокаутом, 0 за рішенням суддів) |        |                |        |              |                 |                                       | |
| Результат                                                                                    | Рекорд | Суперник       | Спосіб | Раунд, час   | Дата            | Місце проведення                      | Примітки |
| Поразка                                                                                      | 10-1   | Джай Опетая    | KO     | 4 (12)       | 8 січня 2025    | Gold Coast Convention Centre, Бродбіч | Бій за титули чемпіона за версією IBF та журналу Ринг в першій важкій вазі.                                               |
| Перемога                                                                                     | 10-0   | Томмі Карпенсі | TKO    | 3 (10), 1:13 | 15 вересня 2024 | Viaduct Events Centre, Окленд         | Захистив титул IBF Inter-Continental в першій важкій вазі. Завоював вакантний титул WBO Asia Pacfic в першій важкій вазі. |
| Перемога                                                                                     | 9-0    | Міхаель Зейц   | TKO    | 4 (10), 2:45 | 18 травня 2024  | Kingdom Arena, Ер-Ріяд                | Завоював вакантний титул IBF Inter-Continental в першій важкій вазі.                                                      |
|                                                                                              |        |                |        |              |                 |                                       | |
| Перемога                                                                                     | 2-0    | Ентоні Карпін  | RTD    | 1 (4), 3:00  | 18 грудня 2021  | AO Arena, Манчестер                   | |
| Перемога                                                                                     | 1-0    | Джессі Майо    | KO     | 1 (6), 0:29  | 27 лютого 2021  | Spark Arena, Окленд                   | |